# Parque del Plata
Parque del Plata ist eine Stadt im Süden Uruguays.

## Geographie
Der an der Costa de Oro im Departamento Canelones in dessen Sektor 17 gelegene traditionelle und historische Badeort liegt eingebettet neben Las Toscas im Westen und der Mündung des Arroyo Solís Chico im Osten. Die Entfernung zur Hauptstadt Montevideo beträgt 49 km.

## Infrastruktur

### Bildung
Parque del Plata verfügt mit dem 2004 gegründeten Liceo de Parque del Plata über eine weiterführende Schule (Liceo).

## Einwohner
Parque del Plata hat 7.896 Einwohner. (Stand: 2011) Jedoch schwankt diese Zahl saisonal bedingt, so dass während des Sommers oft eine Verdreifachung zu verzeichnen ist.
| Jahr | Einwohner |
| ---- | --------- |
| 1963 | 1.521     |
| 1975 | 2.365     |
| 1985 | 3.229     |
| 1996 | 4.993     |
| 2004 | 5.900     |
| 2011 | 7.896     |

Quelle: Instituto Nacional de Estadística de Uruguay

## Stadtverwaltung
Bürgermeister (Alcalde) von Parque del Plata ist Julio López (Frente Amplio).

## Stadtviertel

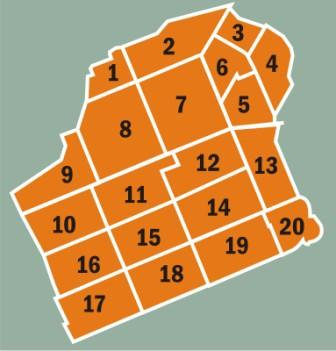
Stadtviertel von Parque del Plata:
(1) El Remanso
(2) Estación Parque del Plata
(3) El Paso
(4) Los Portuarios
(5) Rowing
(6) Médanos Altos
(7) Pinares del Plata
(8) Estadio
(9) Barrio Rincón/Rinconada
(10) Los Paraísos
(11) Barrio Campamento
(12) Diagonal
(13) Paseo del Solís
(14) El Embalse
(15) Médanos del Manantial
(16) La Llanada
(17) El Troncal
(18) Centro
(19) Dunas del Plata
(20) Barra del Solís